# نيك جونيور
نيك جونيور (بالإنجليزية:Nick junior) قناة تلفزيونية أمريكية تبث عبر شبكة الأقمار الصناعية تابعة لـ شبكة فايكوم التلفزيونية بدأت بثها التلفزيوني في 28 سبتمبر سنة 2009. تقوم بعرض مسلسلات رسوم متحركة من إنتاج استوديوهات نكلوديون للرسوم المتحركة أو من إنتاج شركات أخرى.

## البرامج الحالية
- مغامرات دورا
- بلايز والشاحنات العملاقة
- دوريات المخلاب
- الحيوانات المدهشة
- أسماك الفقعات
- مدينة الكسالى
- بلوز كلوز آند يو
- لؤلؤة والماسة
- زاك وكواك
- فريق أوميزومي
- هيا دييغو هيا
- بيبا الخنزير
- عالم فرحان
- توب وينغ
- ريغال أكاديمي
- ساحة المرح
- عرض بيبي شارك الكبير!